# Redoma
Redoma (en francès Rodome) és un municipi francès situat al departament de l'Aude i a la regió d'Occitània.